# Ronja – córka zbójnika (film)
Ronja – córka zbójnika – szwedzko-norweski film familijny zrealizowany na podstawie powieści Astrid Lindgren pod tym samym tytułem.
Na podstawie wersji kinowej powstała również w 1986 roku wersja telewizyjna – serial telewizyjny Ronja – córka zbójnika.

## Treść[1]
Ronia urodziła się w rodzinie zbójników, którzy swoją siedzibę mieli w wielkim zamku w środku lasu. W nocy, której doszło do narodzin, piorun roztrzaskał skałę, na którym stał zamek jej ojca – Mattisa – dzieląc go na pół. Ronja dorastała w szczęśliwej atmosferze, nie zdając sobie sprawy z prawdziwej profesji, którą zajmuje się jej ojciec. Pewnego dnia spotyka rudego chłopca w swoim wieku. Okazuje się, że to Birk – syn zbójcy Borki – śmiertelnego wroga Mattisa. Od niego dowiaduje się, że zbójcy Borki osiedlili się w drugiej połowie zamku, która od czasu pamiętnej burzy była niezamieszkana. Mimo początkowej nieufności Birk i Ronja zostają przyjaciółmi. Nie podoba się to jednak Mattisowi…

## Obsada
- Hanna Zetterberg – Ronja
- Dan Håfström – Birk
- Börje Ahlstedt – Mattis
- Lena Nyman – Lovis
- Per Oscarsson – Borka
- Allan Edwall – Łysy Per
- Rune Andersson – Turre
- Tommy Körberg – Mały Klippen
- Björn Wallde – Sturkas
- Henry Ottenby – Knotas
- Ulf Isenborg – Fjosok
- Med Reventberg – Undis
- Claes Janson – Tjorm
- Bo Bergstrand – Joen
- Rolf Dahlgren – Pelje
- Bo Malmborg – Tjegge

## Nagrody i wyróżnienia
- 1985: wygrana na Berlinale: Srebrny Niedźwiedź za wybitny wkład artystyczny dla Tage Danielssona.
- 1985: film zgłoszono do Oscara w kategorii Najlepszy film nieanglojęzyczny (nie uzyskał nominacji)